# Jahresurlaub
Der Jahresurlaub (engl. Annual leave / frz. Congé annuel) ist die Anzahl von Tagen, die ein Arbeitnehmer in einem Kalenderjahr höchstens als Urlaub nehmen kann. Nach der Terminologie des Art. 7 der Arbeitszeit-Richtlinie RL 2003/88 ist der Jahresurlaub der dort geregelte jährliche Mindesturlaub. In ähnlicher Bedeutung wird der Begriff in Art. 31 Abs. 2 GRC und im Übereinkommen Nr. 132 der Internationalen Arbeitsorganisation vom 24. Juni 1970 über den bezahlten Jahresurlaub (IAO Übk. 132) verwendet. Andernorts wird hingegen als Jahresurlaub der dem Arbeitnehmer insgesamt für das Jahr zustehende Urlaubsanspruch bezeichnet, rechtlich aufgegliedert in gesetzlichen Mindesturlaub (in Deutschland in § 1 Bundesurlaubsgesetz (BUrlG) vom 08.01.1963 und in § 19 Jugendarbeitsschutzgesetz (JArbSchG) als Erholungsurlaub bezeichnet), ggf. Zusatzurlaub (insbes. nach § 208 SBG IX und einen etwaigen tariflichen und einzelvertraglichen Mehrurlaub).
Die begriffliche Ambivalenz bleibt in der Praxis folgenlos, weil Rechtsvorschriften und Rechtsprechung stets die Unterscheidung zwischen Mindest- und Mehrurlaub klarstellen und beachten, z. B. EuGH Bauer (2018) Rn. 39, EuGH TSN (2019), Rn, 52, BAG 9 AZR 341/21 (2022), Rn. 48, BAG 9 AZR 219/22 (2023), Rn. 14 ff. Indem die Gewährung von Mehrurlaub grundsätzlich dem privatautonomen, tarifvertraglichen oder individualrechtlichen Handeln überlassen ist, stehen die staatlichen Rechtsvorschriften zum ‚Mindesturlaub‘ im Fokus der Rechtsprechung. Oftmals ist der Gleichlauf der privat- bzw. tarifautonomen Urlaubsregelung zum Gesetzesrecht indiziert, so BAG 9 AZR 310/20 (2021),, Rn 15, und BAG 9 AZR 321/16 (2019), Rn. 52.

## Allgemeines
War bezahlter Jahresurlaub zunächst eine Bonifikation des Prinzipals für seine Geistesarbeiter, wurde er in Deutschland beginnend mit dem 20. Jahrhundert durch Kollektivregelungen, namentlich Tarifverträge, einem „jedem Arbeitnehmer“ der Belegschaft zustehenden Rechtsanspruch zugeführt.
Auf Gesetzesebene wurde das Recht auf bezahlten Urlaub nach 1945 etabliert. So hielten internationale Rechtsakte die einzelstaatlichen Normengeber an, das Recht auf bezahlten Urlaub mit einer Mindestdauer zu begründen, namentlich Art. 24 der Allgemeinen Erklärung der Menschenrechte vom 10. Dezember 1948, Art. 2 Abs. 3 der Europäischen Sozialcharta (26. Februar 1965) oder Nr. 8 der Gemeinschaftscharta der sozialen Rechte der Arbeitnehmer (9. Dezember 1989). Eine anspruchsbegründende Verbindlichkeit entfalten diese Rechtsappelle nicht und machen auch keine näheren Vorgaben zu den Bedingungen für den Erwerb und die Erfüllung von Urlaubsansprüchen. Auf völkerrechtlicher Ebene formulierte erstmals die IAO-Empfehlung Nr. 98 (Holidays with Pay Recommendation, 1954, R098) genauere Vorschläge für staatliche Urlaubsrechtsvorschriften. Dazu tat sie den Anspruch jedes Arbeitnehmers auf einen zweiwöchigen Jahresurlaub kund, berechnet nach den im Dienstjahr geleisteten Arbeitstagen einschließlich etwaiger – unter Entgeltfortzahlung angefallener – Arbeitsunterbrechungen.
Nachfolgerin ist das IAO-Übk. 132. Zur Verbindlichkeit des Übereinkommens bedarf es der Ratifizierung durch die einzelnen IAO-Staaten (Art. 19 Abs. 5 IAO-Verfassung) sowie gemäß seines Art. 1 der Umsetzung durch innerstaatliche Rechtsvorschriften. Die IAO-Verfassung garantiert die Freiwilligkeit des Ratifizierungsaktes. Der Ratifizierungsgrad ist bescheiden, 38 von 186 Staaten haben das IAO-Übk. 132 ratifiziert, darunter 14 EU-Staaten, z. B. Deutschland, aber nicht Frankreich. Die EU ist nicht Mitglied der IAO und also kein Ratifizierungsstaat (Schlussanträge GA Ćapeta Keolis Agen (2023), Rn. 57). In Bezug auf eine gem. Art. 3 Abs. 3 lit. b WVRK relevante völkerrechtliche Übung ist bei der Anwendung des IAO-Übk 132 zu bemerken, dass kein IAO-Ratifizierungsstaat Art. 5 Abs. 4 im Sinne des vollen urlaubserwerblichen Mitzählens aller unvorhersehbaren und ungewollten Verhinderungsfälle versteht und innerstaatlich umsetzt. Auch ansonsten sehen IAO-Normen keinen urlaubsrechtlichen Krankenschutz vor. Das IAO-Übk.132 selbst enthält Mindeststandards wie drei Wochen Urlaub oder innerstaatlich zu bestimmende Bedingungen (Art. 5 Abs. 4, Art. 6 Abs. 2) und vorzunehmende Konkretisierungen (z. B. Art. 4 Abs. 2, Art. 10 Abs. 1).
Inwieweit Regeln des IAO Übk. 132 für die Auslegung des BUrlG heranzuziehen sind, ist umstritten. Gleiches gilt für die Beachtlichkeit des Übereinkommens im unionalen Urlaubsrecht.
In den Urteilen Schultz-Hoff (2008), Rn. 37 f., und KHS (2011), Rn. 41 f., zieht der Gerichtshof – unter Verweis auf die im 6. Erwägungsgrund der RL 2003/88 zu berücksichtigenden „Grundsätze der IAO“ – den in Art. 5 Abs. 4 IAO Übk. 132 genannten Beispielsfall ‚Krankheit‘ zur Begründung des Rechts des auch dauerhaft krankheitsbedingt arbeitsabwesenden Arbeitnehmers auf urlaubserwerblich uneingeschränkte Gleichstellung mit den tatsächlich arbeitenden Arbeitnehmern und auf volles Mitzählen aller Krankheitstage heran. Aus den Gewährungsfristen in Art. 9 IAO Übk. 132 folgert das Urteil KHS (Rn. 42) auf das mögliche Erlöschen des Urlaubsanspruchs in 15 Monaten nach Ende des Urlaubsjahres. Für diese – vom BAG – im Wege der unionsrechtskonformen Rechtsfortbildung übernommenen Nachgewährungsfrist argumentiert der EuGH im Urteil KHS (Einzelnachweis 18, Rn. 39), dass die Frist (von mindestens 15 Monaten) den Arbeitgeber vor der Gefahr der Ansammlung von zu langen Abwesenheitszeiträumen und den Schwierigkeiten schützen müsse, die sich daraus für die Arbeitsorganisation ergeben können. Weil keine objektiven Tatsachen die Typik tragen, dass betriebliche Organisationsschwierigkeiten durch die (um die Gewährung angesammelten Urlaubs verlängerte) Abwesenheitszeit entstehen, kann – entgegen der Heuristik des Gerichtshofs – die Schwierigkeit darin bestehen, den u. U. nach jahrelanger Krankheit zurückkehrenden Arbeitnehmer (evtl. stufenweise) in den Betrieb wiedereinzugliedern und ihn auf einem adäquaten Arbeitsplatz einsetzen zu können.

## Rechtsentwicklung in Deutschland

### Jüngere Geschichte und Gegenwart
Nach 1945 wurde in allen Bundesländern – mit Ausnahme von Württemberg-Hohenzollern – per Landesgesetz ein jährlicher Mindesturlaub von 12 Werktagen festgelegt (dazu BVerfG 2 BvL 32/56 (1958), Rn. 5 ff.). Das BUrlG löste 1963 die landesrechtlichen Gesetze ab und führte bundesweit den Mindesturlaubsanspruch von 15 Werktagen ein, ab vollendetem 35. Lebensjahr von 18 Werktagen, zum 1. November 1994 den generellen Anspruch von 18 Werktagen Urlaub und zum 1. Januar 1995 von 24 Werktagen. Umgerechnet auf eine 5-Tage-Woche steht jedem Arbeitnehmer ein Urlaub von mindestens 20 Werktagen zu (§ 3 BUrlG).
Für Jugendliche in Deutschland beträgt gemäß der Altersstaffelung in § 19 JArbSchG der Urlaubsanspruch bis zu 30 Werktagen. Schwerbehinderte Menschen haben nach § 208 Abs. 1 Satz 1 SGB IX Anspruch auf bezahlten Zusatzurlaub von 5 Arbeitstagen im Urlaubsjahr. Über den gesetzlichen Mindesturlaub hinaus ist die tarif- oder einzelvertragliche Vereinbarung von „Mehrurlaub“ verbreitet. Die Höhe des Mehrurlaubs ist unterschiedlich geregelt und wird z. T. von Kriterien wie Dauer der Betriebszugehörigkeit, Lebensalter und dem räumlichen, fachlich-betrieblichen und persönlichen Geltungsbereich des einschlägigen Tarifvertrages abhängig gemacht. Im statistischen Durchschnitt stehen Arbeitnehmer insgesamt 28 Arbeitstage im Jahr zu. In zahlreichen Branchen, etwa im öffentlichen Dienst nach TVöD und TV-L oder im Baugewerbe, sind es tariflich 30 Arbeitstage im Jahr.
Für Beamte beläuft sich nach den landesrechtlichen Urlaubsverordnungen oder nach der Erholungsurlaubsverordnung des Bundes (EUrlV) die Urlaubsdauer regelmäßig auf 30 Arbeitstage im Jahr. Was den unionsrechtlichen Urlaubsanspruch nach Art. 31 Abs. 2 GRC i. V. m. Art. 7 RL 2003/88 anbelangt, gilt die Arbeitszeit-Richtlinie grundsätzlich auch für Beamte (EuGH C‑337/10 Neidel (2012), Rn. 20 ff). Inwieweit die beamtenrechtlichen Urlaubsvorschriften zur Inanspruchnahme und zum Verfall des Urlaubs den unionsrechtlich zwingenden Vorgaben genügen, ist vom EuGH noch nicht entschieden.

### Verhältnis Unionsrecht – deutsches Recht
Das BUrlG regelt dezidiert den Jahresurlaub, wohingegen das Unionsrecht das Recht auf bezahlten Jahresurlaub nur rudimentär anspricht. Gleichwohl überformt das Unionsrecht wegen der unmittelbaren und zwingenden Geltung des Art. 31 Abs. 2 GRC und der gebotenen richtlinienkonformen Auslegung gemäß Art. 7 RL 2003/88 die innerstaatlichen Urlaubsvorschriften. Indem der EuGH in Wahrnehmung seines Auslegungsmonopols (Art. 267 AEUV) allen EU-Mitgliedstaaten verbindlich vorgibt, wirken seine Entscheidungen in das einzelstaatliche Urlaubsrecht hinein. Der EuGH erwartet von den nationalen Normgebern die Umsetzung seiner Entscheidungen durch Schaffung normenbestimmter und normenklarer Vorschriften.
Der Unionsgerichtshof kontrolliert selbst die Implementation des (von ihm interpretierten) Unionsrechts in nationales Recht nicht nach, und nach deutschem Verfassungsrecht ist eine letztinstanzliche Gesetzesauslegung der nationalen Fachgerichtsbarkeit so lange hinzunehmen, bis sie nicht mehr verständlich erscheint und offensichtlich unhaltbar ist.
Weil die Transformation der EuGH-Rechtsprechung auf einen zögerlichen deutschen Gesetzgeber trifft, ist das BAG dazu übergegangen, in unionsrechts- bzw. richtlinienkonformer Auslegung des BUrlG die Vorgaben des EuGH in das deutsche Urlaubsrecht zu implementieren. Dabei ist es darauf angewiesen, eine erhebliche Auslegungsweite in Anspruch zu nehmen. Insoweit erschwert Art. 7 Abs. 1 RL 2003/88 mit seinen besonderen, strengen Anforderungen an die Bestimmtheit und Transparenz der „einzelstaatlichen Rechtsvorschriften“ eine richtlinienkonforme Rechtsfortbildung.

## Situation in einzelnen EU-Ländern
Ein bezahlter Jahresurlaub von 4 Wochen (24 Werktage = 20 Arbeitstage in der 5-Tage-Woche) ist auch in den meisten anderen EU-Staaten der gesetzliche Mindestanspruch.
Die Publikationen der durchschnittlichen Urlaubstage weichen teilweise voneinander ab, etwa aufgrund unterschiedlicher Untersuchungseinheiten, statistischer Datenquellen, zu einem aussagefähigen Mittelwert hingeführter Einzelinformationen oder Vermischung von Arbeits- mit Werktagen. Der gesetzliche Mindesturlaub kann sich aufgrund von vereinbarten Mehrurlaubstagen erhöhen. Insoweit zu Durchschnittswerten.
| Land | Gesetzlicher Mindesturlaub | Kollektivrechtlicher (tariflicher) Mehrurlaub |
| --- | -------------------------- | --------------------------------------------- |
| Belgien, Bulgarien, Estland, Griechenland, Irland, Kroatien, Lettland, Litauen, Niederlande, Polen, Rumänien, Slowakei, Slowenien, Ungarn | 20                         |                                               |
| Zypern | 20                         | 1                                             |
| Portugal, Spanien | 22                         |                                               |
| Finnland, Italien, Tschechien | 20                         | 5                                             |
| Norwegen | 21                         | 4                                             |
| Frankreich, Österreich, Schweden | 25                         |                                               |
| Luxemburg | 26                         |                                               |
| Malta | 28                         |                                               |
| Deutschland | 20                         | 10                                            |
| Dänemark | 25                         | 5                                             |

### Mindesturlaub in anderen Ländern
Die meisten Länder haben gesetzliche Regelungen über den Mindesturlaub für Arbeitnehmer eingeführt.
Eine Ausnahme bilden die Vereinigten Staaten, die keinen bundesgesetzlich garantierten Anspruch auf bezahlten Mindesturlaub kennen. Die durchschnittliche Anzahl der von privaten Arbeitgebern angebotenen bezahlten Urlaubstage beträgt dort 10 Tage nach einem Dienstjahr, 14 Tage nach 5 Jahren, 17 Tage nach 10 Jahren und 20 Tage nach 20 Jahren. Unternehmen und Organisationen bieten arbeitsvertraglich mehr Urlaubstage Zeit an.

## Urlaubserwerb

### Regel: Urlaubserwerb durch Arbeit
Nach ständiger EuGH-Rechtsprechung hat der Urlaubsanspruch zur Voraussetzung, dass der Arbeitnehmer im Lauf des Bezugszeitraums tatsächlich gearbeitet hat. Daher sind die Ansprüche auf bezahlten Jahresurlaub grundsätzlich anhand der auf der Grundlage des Arbeitsvertrags tatsächlich geleisteten Arbeitszeiträume zu berechnen Ebenso ist der Zeitraum zwischen dem Datum der rechtswidrigen Entlassung des Arbeitnehmers und dem Datum seiner Wiedereinstellung als Zeitraum tatsächlicher Arbeit zu behandeln, wenn der Arbeitgeber dem Arbeitnehmer, obwohl dieser ihm zur Verfügung gestanden hätte, die Wiederaufnahme seiner Beschäftigung nicht ermöglicht hat.
Die arbeitsleistungsabhängige Anspruchsbegründung löst mittelbar das im Arbeitsverhältnis geltende Äquivalenzprinzip von geleisteter Arbeitszeit und Arbeitsentgelt ein: Ohne Arbeit kein Lohn und auch kein bezahlter Urlaub. Der Ansatz bedeutet umgekehrt, dass das Erlöschen des Urlaubs zu einer unrechtmäßigen Bereicherung des Arbeitgebers führt und daher eine einzelstaatliche Erlöschensnorm gegen zwingendes Unionsrecht verstößt. Den vergütungsrechtlichen Charakterzug des Urlaubsanspruchs bestätigt der Zwang zur Abgeltung, Danach stellt sich der vom Arbeitnehmer „erarbeitete/verdiente“ Jahresurlaub als Gegenleistung des Arbeitgebers in Form von „vergüteter Freizeit“ dar.
Der besonderen Bedeutung des Rechts auf Urlaub als Grundsatz des Sozialrechts der Union entspricht der zwingende und unabdingbare Anspruchscharakter. Nach der arbeitszeitrechtlichen Einordnung als „Ruhezeit“ lässt RL 2003/88 keine Abweichung von Art. 7 (EuGH C-173/99 BECTU (2001), Rn. 40 ff.), kein „Abkaufen“ des Naturalanspruchs zu. Der Anspruch ist – auch als Schutz des Arbeitnehmers vor sich selbst – grundsätzlich unverzichtbar. Daher erklärt § 13 BUrlG die Regelungen des Mindesturlaubs im BUrlG für zwingend und nicht zum Nachteil des Arbeitnehmers abdingbar. Die Unabdingbarkeit des Urlaubs- und Abgeltungsanspruch gilt ebenso für das nach Art. 31 Abs. 2 GRC i. V. m. Art. 7 RL 2003/88 garantierte Recht auf Jahresurlaub. Im Urteil Kreuziger, erachtet allerdings der Gerichtshof den ersatzlosen Urlaubsverlust nach arbeitgeberseitig erfüllten Mitwirkungsobliegenheiten und freiwilligem und bewusstem Anspruchsverzicht des Arbeitnehmers für wirksam und lässt ausnahmsweise den Normzweck der gesetzlichen Ruhezeiten, für deren Durchsetzung der Arbeitgeber an sich gegenüber ruhezeitrenitenten Arbeitnehmer zu sorgen hat, und damit die ultimative Obliegenheit des Arbeitgebers, die Urlaubszeit einseitig festzulegen (vgl. Art. 10 IAO-Übk. 132) hinter die arbeitszeitautonome Eigenverantwortlichkeit des Arbeitnehmers zurücktreten.
Die nach der Beendigung des Arbeitsverhältnisses geschlossene Vereinbarung über den Verzicht auf eine Urlaubsabgeltung ist nach der Rechtsprechung des BAG wirksam (BAG 9 AZR 844/11 (2013), Rn. 14). Der sog. „Mehrurlaub“ ist sowohl nach § 13 BUrlG als auch unionsrechtlich frei regelbar.

### Ausnahme: Urlaubserwerb durch Krankheitszeiten
Nach der mit dem Urteil Schultz-Hoff (Rn. 37–41) begründeten Rechtsprechung des EuGH erwerben ausnahmsweise auch erkrankte Arbeitnehmer den vollen Anspruch auf bezahlten Jahresurlaub, und zwar selbst bei ununterbrochener und langandauernder Krankheitszeit im Urlaubsjahr.
Die Gleichstellung der erkrankten mit den tatsächlich an ihrem Arbeitsplatz arbeitenden Arbeitnehmern leitet der Gerichtshof normativ aus den im 6. Erwägungsgrund der RL 2003/88 zur Berücksichtigung vorgesehenen „Grundsätzen der IAO“ ab, so EuGH C‑217/20 Staatssecretaris van Financiën (2021), Rn. 31. Die Erwägungsgründe[7] prononcieren das Anliegen des Gesundheitsschutzes, zu dessen Umsetzung Ruhepausen, tägliche und wöchentliche Ruhezeiten und Höchstarbeitszeiten verordnet werden, also Arbeitszeitrestriktionen, die in engem zeitlichen Zusammenhang mit einer kürzeren Arbeitsperiode stehen und in regelmäßigen Intervallen aktuell eintretendem negativen Stress, Konzentrationsschwäche, Übermüdung und Erschöpfung begegnen wollen (EuGH C-151/02 Jaeger (2003)),, Rn. 95. Auf Gesundheitsschutzaspekte fokussiert, fangen sie den speziellen Charakter des Jahresurlaubs nur teilweise ein, der – nach realitätsgerechter Auffassung des EuGH – neben der Möglichkeit der Erholung als andere Möglichkeit schützt, den Urlaub voll und ganz als Zeitraum für Entspannung und Freizeit gemäß Art. 7 RL 2003/88 zu genießen (EuGH C-214/16 King (2017), Rn. 38, EuGH C‑194/12 Maestre Garcia (2013) Rn. 23 f.). Mit derselben Zielsetzung verschafft der entgeltcharakterlich geprägte Urlaubsanspruch im IAO-Übk.132 die Ermöglichung von Freizeitgenuss ohne erholungsbezogene Bedingungen.

## Erfüllung des Urlaubsanspruchs

### Freizeitzweck
Nach der Programmatik des Art. 31 Abs. 1 GRC, gesunde, angemessene und würdige Arbeitsbedingungen zu schaffen, richtet sich der mit dem Jahresurlaub verfolgte Arbeitszeitschutz auf Freizeitverschaffung. Die freie, selbstbestimmte Freizeitperiode stellt sich als „gerechter“ Ausgleich und Neutralisation für die geleistete Jahresarbeitszeit dar, vgl. EuGH C-206/22 Sparkasse Südpfalz (2023), Rn. 35/44. Als Schutz vor einem Übermaß an zeitlicher Fremdbestimmung durch den Arbeitgeber steht das Normziel ‚Freizeit‘ in seiner Wertigkeit jenen Vorschriften nicht nach, denen es speziell um Arbeitssicherheit und Gesundheit geht. Die Unverzichtbarkeit der in Art. 31 GRC garantierten Freizeitperiode entspricht der Gewährleistung des öffentlich-rechtlichen Arbeitszeitschutzes auch zum „Schutz des Arbeitnehmers vor sich selbst“ und vor mittelbarer Einflussnahme, anstelle von Freizeit weiterzuarbeiten. Konsequenz der so geschützten Selbstbestimmung ist die Pflicht des Arbeitgebers, initiativ und nachhaltig die Realisierung des Jahresurlaubs bis zur Beendigung des Arbeitsverhältnisses als eine arbeitgeberseitig zu beachtende ‚Ruhezeit‘ zu bewirken und den Normzweck ggf. auch durch die Urlaubsgewährung nach Ablauf des Bezugszeitraums zu erfüllen (EuGH C‑277/08) Vicente Pereda (2009), Rn. 23. Allein der Zeitablauf lässt nicht das Interesse des Arbeitnehmers an bezahlter Freizeit entfallen. Was auch die Essenz der Unverjährbarkeit des Urlaubsanspruchs im laufenden Arbeitsverhältnis ist. vgl. EuGH C‑120/21 LB (2022), Rn. 53.

### Erholungszweck
Als weiteren Zweck des Rechts auf Jahresurlaub betont die Rechtsprechung des EuGH und des BAG, dem Arbeitnehmer die Gelegenheit zur Erholung zu bieten. Die vorschnelle Ausdeutung der Formel, dass Urlaubs(haupt)zweck die Erholung sei, stößt indessen auf Evidenzschwächen; denn der normierte Urlaubsanspruch setzt kein individuelles Erholungsbedürfnis, keine erholungsförderliche Urlaubsgestaltung und keinen Erholungseffekt der Urlaubsfreizeit voraus. Demnach bleiben in Art. 7 RL und Art. 31 GRC und auch im BUrlG Kriterien wie Erholungsbedürfnis, erholungsgeeignete Urlaubsgestaltung und Urlaubserfolg unerwähnt (BAG 9 AZR 612/19 (2020), Rn. 30), wären überdies praxisfremd und kaum justiziabel. Dementsprechend schwankt die Einschätzung des Gerichtshofs über Eintritt und Dauer von etwaigen Erholungseffekten zwischen einer „vernünftigerweise“ nach 15 Monaten endenden Erholbarkeit (KHS, Rn. 35/43/) und der fortdauernden Bedeutung des später genommenen Jahresurlaubs (FNV,Rn. 30). Tatsächlich ist das individuelle Erholungsbedürfnis höchst unterschiedlich, abhängig von der Arbeitsbelastung, der persönlichen Belastbarkeit, von dem Umfang der Arbeitszeit u.v.a.m. Praktizierte Teilzeitmodelle, zeitsouveräne Arbeitseinteilung mit selbstbestimmten Freizeitphasen, subjektiv bewertete Erholungserlebnisse und ein oft bereits zur Jahresmitte gewährter Urlaub (Stichwort: Betriebsferien während der Schulsommerferien) relativieren den Urlaubszweck „Erholung von der Arbeit“, oder „Erhaltung und Wiederauffrischung der Arbeitskraft“. Abgesehen von Phänomenen wie Post-holiday-Syndrom / Post-vacation-blues, Leisure-Sickness sind Erholungseffekte nach längerem Urlaub oder meist nur für wenige Wochen nachweisbar Gesundheitlich positive Urlaubswirkungen pflegen allgemeiner Art zu sein (wie die Vermeidung evtl. höherer Krankheitsanfälligkeit oder früherer Sterblichkeit). Ein konkreter Bezug zu einem (durch Arbeit im Urlaubsjahr verursachten) Regenerationsbedarf ist selten herstellbar und wird daher vom EuGH auch nicht vorausgesetzt, wenn er die Möglichkeit zur Urlaubserholung genügen lässt.
Danach korreliert empirisch die von Art. 7 RL geschützte Möglichkeit der Urlaubserholung ebenso wenig mit Arbeitsbelastungen im Urlaubsjahr, wie die Entstehung des Urlaubsanspruchs seine jeweiligen Ausübungsformen reglementiert. Es genügt, dass der Jahresurlaub dem Arbeitnehmer ermöglicht, einer wann und wie auch immer eingetretenen oder subjektiv erlebten Gesundheitsbeeinträchtigung entgegenwirken zu wollen.

### Modalitäten der Urlaubsgewährung
Der Unionsgerichtshof sieht die Zweckerfüllung des Urlaubsanspruchs gegeben, wenn der Arbeitnehmer während der Ruhezeit Jahresurlaub gegenüber seinem Arbeitgeber keiner Verpflichtung unterliegt, die ihn daran hindern kann, frei und ohne Unterbrechung seinen eigenen Interessen nachzugehen. Kommt der Arbeitgeber dieser Auflage mit der Urlaubsgewährung nach, ist er nicht verpflichtet, die Nachteile auszugleichen, die sich aus einem unvorhersehbaren und vom Willen der betroffenen Person unabhängigen Ereignis wie Quarantäne, unschuldige Inhaftierung, Einberufung zum Wehrdienst ergeben und den Arbeitnehmer daran hindern könnte, uneingeschränkt und wie gewünscht Ruhe- oder Erholungszeit zu verbringen (EuGH Sparkasse Südpfalz, Rn. 39/45). Insoweit tritt im Rahmen der urlaubsrechtlichen Risikoverteilung ein rechtlicher Gefahrübergang zwischen den Beteiligten ein vgl. BAG 9 AZR 612/19 (2020), Rn. 29 f. Nach Auffassung des BAG (5 AZR 349/22, Rn. 50) kann ein Arbeitnehmer freilich gehalten sein, während der Ruhezeit eine ihm per SMS für den darauffolgenden Arbeitstag mitgeteilte Einsatzzuweisung zur Kenntnis zu nehmen.
Um in Urlaub gehen zu dürfen, ist der Arbeitnehmer grundsätzlich auf eine entsprechende Freistellungserklärung seines Arbeitgebers angewiesen. Die Selbstbeurlaubung oder die eigenmächtige Urlaubsverlängerung (z. B. wegen einer im Urlaub eingetretenen Krankheitszeit) ist ihm nicht gestattet und kann den Arbeitgeber ggf. zur verhaltensbedingten Kündigung berechtigen (BAG 2 AZR 457/20 (2021) Rn. 28 ff.).
Bei der Festlegung des Urlaubs nach § 7 Abs. 1 BUrlG ist den verschiedenen widerstreitenden Belangen der Beteiligten, insbesondere auch zwingenden Gründen des Unternehmensinteresses Rechnung zu tragen. Zur Vorklärung etwaiger Meinungsverschiedenheit gibt der EuGH zunächst Initiativ- und Hinweisobliegenheiten des Arbeitgebers vor – mit der ersten Konsequenz, dass, wenn der Arbeitgeber diesen Obliegenheiten nicht nachgekommen ist, der Urlaubsanspruch „entfristet“ fortbesteht, – und mit der zweiten Konsequenz, dass, falls der Arbeitgeber seine Mitwirkungspflichten ordnungsgemäß und rechtzeitig erfüllt hat und die danach mögliche Urlaubsgewährung an der Unwilligkeit des Arbeitnehmers scheitert, der Urlaubsanspruch erlischt.
Kann ein zunächst vorgesehener Jahresurlaub wegen Erkrankung nicht angetreten werden, hat der Arbeitgeber den Urlaub zu einer anderen, vom Arbeitnehmer vorgeschlagenen Zeit nachzugewähren, es sei denn, dass zwingende Gründe des Unternehmensinteresses entgegenstehen (EuGH C-194/12 Maestre Garcia (2013), Rn. 22, EuGH C-271/22 Keolis Agen (2023), Rn. 48).

## Vergütung
Das Urlaubsentgelt bemisst sich nach dem Durchschnittsverdienst der letzten drei Monate vor Urlaubsbeginn (§ 11 Abs. 1 BUrlG). Nach einem im Mai 2023 zu § 18 Satz 2 MuSchG ergangenen BAG-Urteil (BAG 5 AZR 305/22, Rn. 31/33) ist auf einen längeren (i. c. zwölfmonatigen) Referenzzeitraum abzustellen, falls der gesetzliche Referenzzeitraum von drei Monaten ungeeignet ist, den Durchschnittsverdienst abzubilden.
Das Urlaubsentgelt für den Mindesturlaub muss grundsätzlich so bemessen sein, dass es mit dem gewöhnlichen Entgelt des Arbeitnehmers übereinstimmt. Durch das Erfordernis der Zahlung des Urlaubsentgelts soll der Arbeitnehmer während des Jahresurlaubs in eine Lage versetzt werden, die in Bezug auf das Entgelt mit den Zeiten geleisteter Arbeit vergleichbar ist (BAG 10 AZR 210/19 (A) (2020), Rn. 50). Damit ist unvereinbar jede Praxis des Arbeitgebers, Anreize dafür zu setzen, dass der Arbeitnehmer auf den Erholungsurlaub zu verzichtet. Insbesondere ist keine Unterschreitung des weiterzuzahlenden gewöhnlichen Arbeitsentgelts zu dulden, die den Arbeitnehmer davon abhalten kann, den Jahresurlaub zu nehmen.
Variable Vergütungsbestandteile sind grundsätzlich bei der Bemessung des Urlaubsentgelts mitzuberücksichtigen. Bei variablen, an die Erreichung von Zielvorgaben geknüpften Gehaltsbestandteilen erfolgt die Bemessung nach dem für Zeiten geleisteter Arbeit vergleichbaren Entgelt; die quartals- bzw. halbjahresbezogene Festlegung der Zielvorgaben und Abrechnung ist insoweit unmaßgeblich (BAG 9 AZR 376/20 (2021), Rn. 36).

## Verjährung und Erlöschen des Anspruchs
Die für Urlaubsansprüche geltende dreijährige Verjährungsfrist (§ 195 BGB) beginnt erst, wenn der Arbeitgeber den Arbeitnehmer über dessen konkreten Urlaubsanspruch informiert und ihn im Hinblick auf Verfallfristen aufgefordert hat, den Urlaub tatsächlich zu nehmen (BAG 9 AZR 456/20 (2023), Rn. 28/38).
Der (Geld-)Anspruch auf Urlaubsabgeltung unterliegt der Verjährung nach § 195 BGB und, falls auf das Arbeitsverhältnis anwendbar, kürzeren tariflichen Ausschlussfristen (BAG 9 AZR 244/20 (2023) Rn. 67, 73 ff. zur Maßgeblichkeit der Zumutbarkeit der Geltendmachung).

## Abgeltung
Der Abgeltungsanspruch ist wie der originäre Urlaubsanspruch durch Art. 31 Abs. 2 GRC geschützt.
Der Anspruch hat gemäß Art. 7 Abs. 2 RL 2003/88 keine andere Voraussetzung als jene, dass zum einen das Arbeitsverhältnis beendet ist und dass zum anderen der Arbeitnehmer bzw. die Arbeitnehmerin nicht den gesamten Jahresurlaub genommen hat, auf den er bis zur Beendigung des Arbeitsverhältnisses Anspruch hatte. Der Beendigungsgrund ist unmaßgeblich. Stirbt der Arbeitnehmer, haben die Erben Anspruch auf Abgeltung/Auszahlung des nicht genommenen Urlaubs (BAG 9 AZR 45/16 (2019), Ls.).
Ebenso ist der noch offene Urlaub bei Eintritt in den Ruhestand abzugelten.

## Vorzeitiger Anspruchsverlust
Das BAG (20.12.2022) Rn. 19, sieht in § 7 Abs. 3 BUrlG ein Fristenregime mit der Konsequenz, dass der Urlaub bis zum 31.12. des Jahres, spätestens und nur im Fall dringender betrieblicher oder in der Person des Arbeitnehmers liegende Gründe bis zum 31.3 des Folgejahres gewährt und genommen werde müsse, ansonsten erlösche der Urlaubsanspruch ersatzlos nach Fristablauf. Die Rechtsfolge des Anspruchserlöschens stehe jedoch unter der Voraussetzung, dass der Arbeitgeber zuvor initiativ geworden sei und den Arbeitnehmer rechtzeitig aufgefordert habe, seinen Urlaub noch bis zum 31.03. zu nehmen, und ihn darauf hingewiesen habe, dass der Urlaubsanspruch anderenfalls erlösche.
Äußert der Arbeitnehmer berechtigte Urlaubszeitwünsche, ist der Arbeitgeber gehalten, die Wünsche zu berücksichtigen und ggf. nach dem 31. Dezember bzw. 31. März, des Folgejahres zu erfüllen. Im Falle einer bis zum 31.03. des ersten Folgejahres bestehenden krankheitsbedingten Arbeitsunfähigkeit erlischt der Urlaubsanspruch nicht, sondern wird – aufgrund rechtsfortbildender Auslegung des BAG – gemäß § 7 Abs. 3 BUrlG bis zum 31.03. des zweiten Folgejahres übertragen; bleibt der Arbeitnehmer weiter arbeitsunfähig bzw. voll erwerbsgemindert, geht der Urlaubsanspruch endgültig unter (BAG (2022) Rn.42).